# Ruwerspring
Koordinaten: 49° 40′ 12,9″ N, 6° 49′ 37,7″ O
Die Ruwerspring, auch die Ruwerquelle genannt, ist eine Quelle bei Osburg im Landkreis Trier-Saarburg in Rheinland-Pfalz. Sie liegt auf 660 m ü. NHN am Rösterkopf im Osburger Hochwald und ist der Ursprung des Mosel-Zuflusses Ruwer.

## Allgemeines
Die Quelle ist in einen Brunnen gefasst und stellt ein beliebtes Wander- und Ausflugsziel dar. Sie liegt an einer Kreuzung mehrerer Wanderwege zwischen hohen Bäumen. In den folgenden 46 Kilometern wächst die Ruwer zum wasserreichsten Hunsrücknebenfluss der Mosel an und mündet schließlich in Ruwer in die Mosel.